# Fioretta Gorini
Fioretta Gorini (1453/60 – possiblement 1478) va ser l'amant de Giuliano de' Medici i la probable mare de Giulio de' Medici, el futur papa Climent VII. Gorini era filla d'un professor, Antonio Gorini. El seu nom real era Antònia o Antonietta, mentre que Fioretta era un sobrenom que se li donava.
El 26 de maig de 1478, un mes després de l'assassinat de Giuliano en la conspiració de Pazzi, Fioretta va donar a llum el seu fill il·legítim, Giulio. No es coneix gaire de la vida de Gorini després del naixement del seu fill, i alguns registres apunten a que va morir aquell mateix any. Giulio va passar els primers set anys de vida amb el seu padrí, l'arquitecte Antonio da Sangallo el Vell.
La figura femenina de Fioretta pot ser la que es representa al Ritratto di giovane donna (1475), de Sandro Botticelli, que es conserva al Palazzo Pitti, encara que pot representar igualment Simonetta Vespucci, Clarice Orsini, Alfonsina Orsini o Lucrezia Tornabuoni. La dona esculpida a Dama col mazzolino (1475), d'Andrea del Verrocchio, que es conserva al Museo Nazionale del Bargello, podria ser Fioretta Gorini. També s'ha especulat que Gorini va ser la inspiració darrere de la Mona Lisa.

## Representacions de ficció
Fioretta és interpretada per Chiara Baschetti a la sèrie de televisió del 2016, Medici: The Magnificent.